# مقبرة دشت طلا أباد
مقبرة دشت طلا أباد (بالفارسية: گورستان دشت طلاآباد) هي مقبرة تاريخية تعود إلى الألفية الأولى قبل الميلاد، وتقع في مقاطعة كاشمر. وتم تسجيل هذه المقبرة في 13 أغسطس 2005 مع رقم تسجيل 13187 باعتباره أحد التراث الوطني الإيراني.